# Nurbergen Zhumagaziyev
Nurbergen Batyrgalitovich Zhumagaziyev (in kazako Нурберген Батыргалитович Жумагазиев?; Oral, 29 novembre 1990) è un pattinatore di short track kazako.

## Biografia
Ha vinto la medaglia di bronzo ai Giochi asiatici invernali di Almaty e Astana nella staffetta 5.000 metri.
Ha rappresentato il Kazakistan ai Giochi olimpici invernali di Soči 2014 e Pyeongchang 2018.

## Palmarès
- Giochi asiatici invernali

Almaty e Astana: bronzo nella staffetta 5.000 m